# Confédération nationale des travailleurs de Centrafrique
La Confédération nationale des travailleurs de Centrafrique (CNTC), est une confédération syndicale centrafricaine fondée en 1981. Elle est affiliée à la Confédération syndicale internationale (CSI).

## Histoire
La Confédération Nationale des Travailleurs de Centrafrique (CNTC) est constituée le 10 août 1980, à la bourse du travail de Bangui, elle est alors la deuxième centrale syndicale du pays.

## Organisations affiliées
Les activités de la CNTC couvrent les secteurs public, parapublic, privé, rural et informel.